# Шевоцуков, Рустам Схатбиевич
Рустам Схатбиевич Шевоцуков (род. 6 августа 1988, Джерокай, Краснодарский край) — российский дзюдоист, чемпион и призёр чемпионатов России, мастер спорта России международного класса. Тренировался под руководством Рамазана Беданокова и Махмуда Акушева. Выступал в лёгкой весовой категории (до 73 кг). Окончил Майкопский государственный технологический университет (экологический факультет).

## Спортивные результаты
- Первенство России по дзюдо среди молодёжи 2010 — ;
- Чемпионат России по дзюдо 2010 — ;
- Чемпионат России по дзюдо 2013 — ;
- Чемпионат России по дзюдо 2015 — ;